# Jean De Dieu Tchegnebe
Jean De Dieu Tchegnebe aussi connu sous le nom de Man No Lap est un acteur, réalisateur, scénariste et producteur camerounais né le 23 mars 1972 au Cameroun.

## Biographie
Jean De Dieu Tchegnebe est né en 1972 dans le département de la Menoua (département) dans la région de l'ouest Cameroun.
Il commence sa carrière de comédien en 1994 à travers l'audio comique. Il présente une émission satirique sur les antennes de radio CRTV Douala la FM 105  Suelaba de 1995 à 1997. Son premier album comique intitulé L'argent facile sort en 1999. L'album est très apprécié du grand public et lui ouvre les porte du succès. L'histoire est ensuite adaptée dans un téléfilm produit par la maison de production française CEASS Production, qui par la suite produit également ses films La Mort Subite de Mokouaye, Mon Frère a pris ma Femme, La Passion du Marabout et Le Menteur Epinglé.
En 2002, il est recruté par la chaine de télévision Canal 2 International au poste de responsable fiction. Il y produit  et réalise de nombreuses séries télévisées à succès parmi lesquelles Fourberies de Ménage, Illusion, Les déboires de Man No Lap, Mon Histoire, Le procès et Un Père de Trop.
Il est le fondateur de la maison de production MNL Production. En 2021, il lance Mabecam TV, une plateforme de vidéo  à la demande sur laquelle sont distribuées les séries produites par sa maison de produites par sa maison de production.

## Filmographie

### Films

#### Acteur
- Ultime Résolution
- Force de Frappe
- Les Veuves Volontaires.

#### Réalisateur et Producteur
- 1997: Argent Facile (Mokouaye)
- 1998: La Mort Subite de Mokouaye
- 1999: Mon Frère a pris ma Femme
- 2001: La Passion du Marabout
- 2002: Le Menteur Epinglé
- 2014: Un Père de Trop
- 2018: A qui la faute

### Séries
- Fourberies de Ménage
- Illusion
- Les déboires de Man No Lap

- 2006: Mon Histoire
- 2010: Le procès
- 2014: Amour et Tradition
- 2015: La Guerre des biens
- 2016: L’École en fumée
- 2020: Samba le Général

## Prix et Distinctions
- 2009: Meilleure série télé aux Canal 2'Or avec la série Mon Histoire
- 2011: Meilleure série télé Canal 2'or avec la série le procès
- 2014: 3ème place au Discop Africa avec la série Amour et Tradition
- 2017: Nomination au Fespaco avec la  série la Guerre des biens[6]
- 2019: Prix Spécial Komane
- 2020: Série télé de l’année avec la série Samba le Général  aux Awards des médias[7]